# University of Wisconsin-Milwaukee
University of Wisconsin–Milwaukee (též známá jako UW–Milwaukee, UWM či jednoduše jako Milwaukee) je veřejná výzkumná univerzita v Milwaukee ve státě Wisconsin ve Spojených státech amerických. Univerzita je jednou ze dvou výzkumných univerzit ve Wisconsinu, kde je možné získat doktorát. Zároveň je druhou největší univerzitou ve Wisconsinu; celkem zde studuje 29 000 studentů a je zde 1349 akademických pracovníků.
Univerzita je domovem 14 fakult, 70 akademických center, institucí a laboratorních zařízení. Nabízí celkem 166 univerzitních programů, z toho 87 bakalářských, 51 magisterských a 28 doktorských.
Univerzitní atletický tým se jmenuje Panteři (Panthers).

## Slavní absolventi

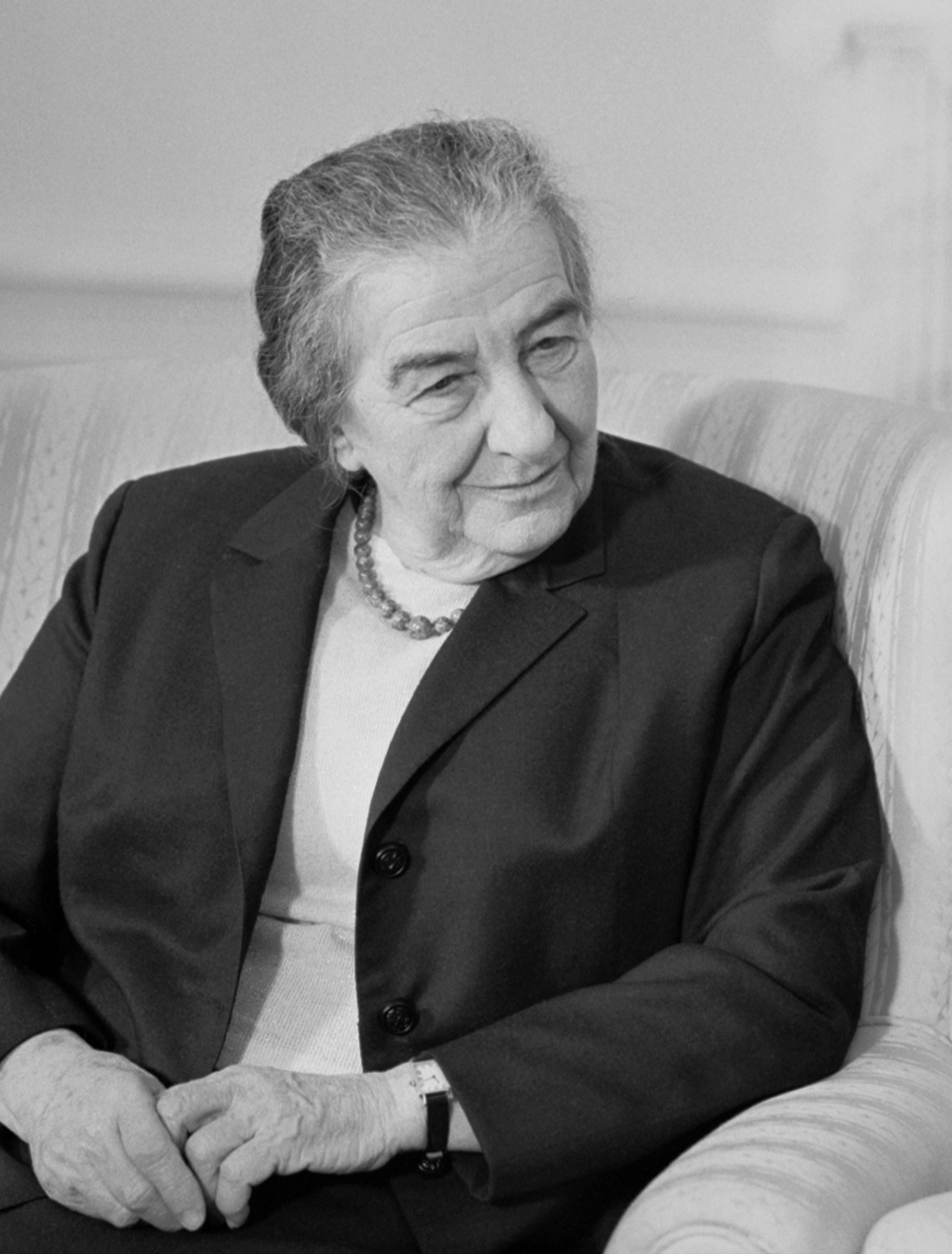
Golda Meirová

- Willem Dafoe – americký filmový a divadelní herec
- Alberto Fujimori – bývalý prezident Peru
- Andy Hurley – americký bubeník skupiny Fall Out Boy
- Jack Kilby – americký elektroinženýr, nositel Nobelovy ceny za fyziku
- Golda Meirová – čtvrtá izraelská ministerská předsedkyně, jedna ze signatářek izraelské deklarace nezávislosti
- Virginie Satirová – americká spisovatelka a psychoterapeutka